# Paul Losse
Paul Losse (* 23. November 1890 in Leipzig; † 21. März 1962 ebenda) war ein deutscher Konzertsänger in der Stimmlage Bariton, Musikpädagoge und Publizist.

## Leben

### Pädagogische Tätigkeit
Paul Losse besuchte zunächst die Lehrerseminare in Annaberg und Leipzig, um ab 1912 Gesang am Leipziger Konservatorium und Musikwissenschaften an der Universität Leipzig zu studieren. Während des Ersten Weltkrieges war er Leiter einer Militärkapelle an der Westfront. 1919 begann er seine berufliche Laufbahn als Musikpädagoge an Hugo Gaudigs II. Höheren Mädchenschule mit angeschlossenem Lehrerinnenseminar. Von 1927 bis 1945 war er Dozent für Musikerziehung am Pädagogischen Institut der Universität Leipzig.
1946 wurde er zum Leiter der Abteilung Schulmusik und stellvertretenden Leiter der Abteilung Gesang an die Hochschule für Musik berufen, an der er insbesondere für die Ausbildung von Musik- und Gesangslehrern verantwortlich war. Im selben Jahr erfolgte seine Ernennung zum Professor. Bis zu seinem Eintritt in den Ruhestand 1958 widmete sich Losse der Musik- und Gesangspädagogik, wobei er besonderen Wert auf die Stimmpflege und das bewusste Singen legte. Sein Lebensmotto als Pädagoge war ein Satz Hermann Kretzschmar: „Das Schicksal der Musik entscheidet sich in der Schule.“

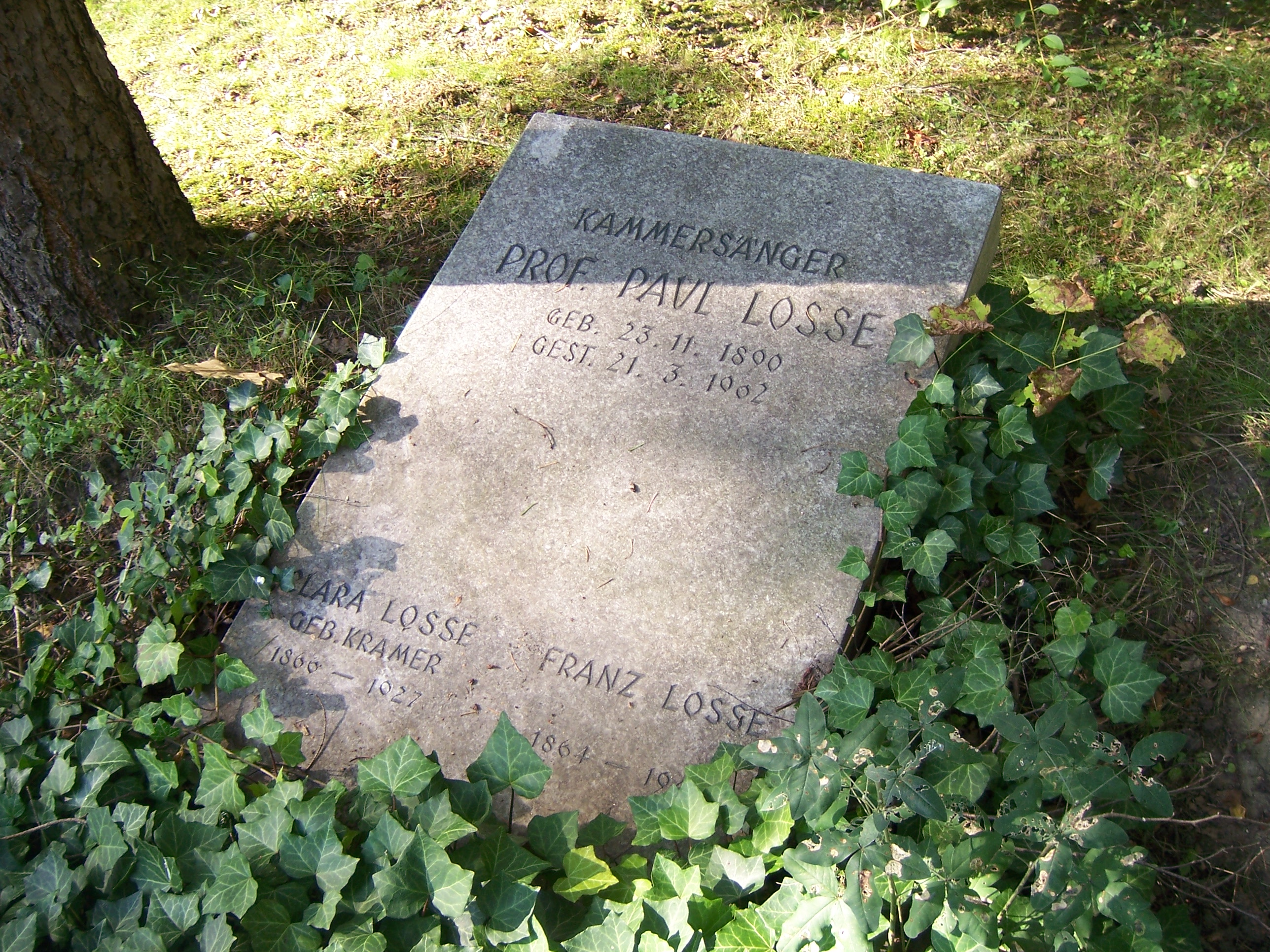
Grabstätte Paul Losse auf dem Südfriedhof (Leipzig)

Nach seiner Pensionierung war er weiterhin als Gastdozent für Liedgesang im Studio der Staatsoper sowie als Gastdozent für die Methodik des Gesangs an der Deutschen Hochschule für Musik in Berlin tätig. In Leipzig war er zudem Lehrbeauftragter für Stimmbildung und Gesang am Institut für Musikerziehung. Paul Losse war Mitglied in zahlreichen Gesangsjurys. Am 5. Oktober 1926 wurde er Mitglied der Loge Minerva zu den drei Palmen.

### Gesangstätigkeit
Neben seiner beruflichen Tätigkeit als Musikpädagoge trat Losse als gefragter Konzert- und Oratoriensänger unter namhaften Dirigenten auf Konzertbühnen im In- und Ausland und im Radio auf. An seiner Sangeskunst wurden vornehmlich sein warmer Bariton und seine sorgfältig durchdachten Textinterpretationen geschätzt. 

### Herausgeberschaft
Paul Losse gab zahlreiche Liedsammlungen heraus, die sich durch wissenschaftliche Exaktheit und methodische Überlegung auszeichnen und teilweise bis in die Gegenwart aufgelegt werden.

### Forscher- und Sammlertätigkeit
Losse war ein unermüdlicher Forscher und Sammler, insbesondere zur Musik- und Stadtgeschichte Leipzigs und zur Geschichte des Liedes. Im Laufe der Zeit hatte er eine der größten Privatsammlungen auf diesen Gebieten zusammengetragen. Repräsentative Leipziger Gedenkausstellungen zu Felix Mendelssohn Bartholdy, Johann Sebastian Bach und Arthur Nikisch wurden im Wesentlichen mit Leihgaben aus seinem Besitz bestückt. 
Nach seinem Tod erhielt das Stadtgeschichtliche Museum Leipzig Losses 2000 Bände umfassende Sammlung stadtgeschichtlicher Literatur aus dem 17. bis ins 20. Jahrhundert. 

## Auszeichnungen
- 1960: Kammersänger
- 1961: Vaterländischer Verdienstorden in Bronze

## Schüler
- Richard Göhle
- Hans-Joachim Rotzsch

## Publikationen (Auswahl)
- Felix Mendelssohn Bartholdy: Ausgewählte Lieder. Leipzig 1947.
- Unterrichtslieder. Eine Sammlung von 60 beliebten Liedern für den Unterricht im Einzelgesang und zum Gebrauch in Schule und Haus. Leipzig 1950.
- Das Leben in Liedern. Eine Sammlung von 60 Gesängen aus Vergangenheit und Gegenwart. Leipzig 1954.
- Franz Schubert: Kleines Liederbuch. 60 ausgewählte Lieder. Leipzig 1954.
- Das Kirchenjahr in Liedern. Eine Sammlung von 60 Gesängen verschiedener Zeiten für alle Feste und Gelegenheiten des kirchlichen Lebens. Leipzig 1954.
- Weihnachten im Lied. Eine Sammlung von 40 Gesängen verschiedener Zeiten. Leipzig 1955.
- Unterrichtslieder. Neue Folge: Das Lied der Gegenwart. Eine Sammlung von 40 Liedern aus der neueren Zeit bis zur Gegenwart. Leipzig 1956.
- Heitere Lieder für Frauenstimme. Eine Sammlung von 40 Gesängen vom 17. Jahrhundert bis zur Gegenwart. Leipzig 1959.
- Pjotr Iljitsch Tschaikowski: Ausgewählte Lieder. Leipzig 1958.
- Robert Schumann: Ausgewählte Lieder. Leipzig 1959.
- Heitere Lieder für Männerstimme. Eine Sammlung von 40 Gesängen vom 17. Jahrhundert bis zur Gegenwart. Leipzig 1960.

## Zitate
„Er war der Typ jenes Hochschullehrers, der seine Tätigkeit nicht auf das Unterrichtszimmer und auf den Hörsaal beschränkt, sondern die berufliche Zukunft der ihm Anvertrauten lag ihm immer am Herzen. Viele verdanken seinem persönlichen Einsatz ihre Lebensstellung als Schulmusiker und Sänger. Seine Kollegen und engeren Mitarbeiter fanden in ihm einen Abteilungsleiter, wie er sein soll, immer alle Fäden fest in der Hand haltend, aber immer ebenso großzügig die Persönlichkeit des anderen achtend und dessen Begabung und zielbewußt einsetzend. Seine menschliche Weitherzigkeit bei Prüfungen war gleichermaßen vorbildlich wie seine Strenge bei der Erfüllung von Mindestforderungen, die er als Verantwortlicher stellen mußte. Eine fruchtbare und umfängliche Tätigkeit entfaltete er als Herausgeber von Liedsammlungen. Umfassende Kenntnis der einschlägigen Literatur und schöpferischer Spürsinn für Seltenheitswerte auf diesem Gebiet befähigten ihn dazu. Hier setzte er sich auch an seinem Teil für das zeitgenössische Schaffen ein. War man mit ihm in seiner großen Bibliothek zusammen, so staunte man über seine alles registrierende Kenntnis der Bucherscheinungen von einst und jetzt, und seine starke Neigung für das Bibliophile war unverkennbar. Sein ausgeprägter Sinn für Humor und sein Hang zu guter Geselligkeit gehören ebenso zu seinem Charakterbild wie sein Verantwortungsbewußtsein und sein unermüdlicher Arbeitseinsatz auf musikerzieherischem und künstlerischem Gebiet.“